# Sienna Guillory
Pour les articles homonymes, voir Guillory.
Sienna Guillory, née le 16 mars 1975 à Kettering, dans le Northamptonshire, (Angleterre, Royaume-Uni), est une actrice britannique.

## Biographie

### Jeunesse
Sienna Tiggy Guillory est née le 16 mars 1975 à Kettering, dans le Northamptonshire, (Angleterre, Royaume-Uni), d'Isaac Guillory et Tina Thompson. Son père, était un guitariste américain issu d'une famille juive turque. Sa mère, était une mannequin d'origine britannique et canadienne.

### Enfance & formation
Elle a deux frères Jace et Jacob Guillory, ainsi qu'une sœur Ellie Guillory.
Elle a fait ses études à la Gresham's School.

### Vie privée
Elle est mariée à Enzo Cilenti depuis 2002. En février 2011, elle donne naissance à des jumelles nommées Lucia et Valentina Cilenti.

### Carrière
En 1997, Sienna Guillory a accompagné une amie ballerine à l'agence de mannequins de Londres. Elle accepta de devenir mannequin, uniquement pour soutenir sa carrière d'actrice. En tant que modèle, elle a travaillé dans des campagnes pour Armani, Dolce & Gabbana, Burberry et Paul Smith et est apparue sur des couvertures de magazines britanniques, allemands et italiens, et dans des magazines de mode.
En 1999, elle apparaît dans une publicité de parfum, succédant au mannequin Karen Ferrari et continue la campagne pendant trois ans. Elle arrête ensuite le mannequinat pour se concentrer entièrement sur sa carrière d'actrice.
En 2002, elle joue un rôle secondaire dans La Machine à explorer le temps  puis tient le rôle-titre du téléfilm Hélène de Troie. L'année suivante, elle est à l'affiche du film Love Actually.
L'actrice s'est notamment fait connaître avec le personnage de Jill Valentine qu'elle joue dans Resident Evil : Apocalypse (adapté du jeu vidéo du même nom) et reprend son rôle dans deux suites du film, Resident Evil : Afterlife en 2010 et Resident Evil : Retribution 3D en 2012. Elle aurait dû jouer dans Resident Evil : Extinction mais cela n'a pas été possible en raison d'un conflit avec le tournage du film Eragon.
En 2009, elle est présente au casting de Cœur d'encre avec Brendan Fraser et Andy Serkis.
En 2011, elle joue aux côtés d'Antonio Banderas dans The Big Bang. Puis en 2013, elle apparaît lors d'un épisode de Luther, Believe.
En 2015 et 2016, elle joue avec son mari dans les films The Wicked Within et High-Rise (avec Tom Hiddleston, Jeremy Irons, Sienna Miller, Luke Evans, ou encore Keeley Hawes). Ces deux mêmes années, elle joue dans la série Fortitude.

## Filmographie

### Cinéma

#### Longs métrages
- 1999 : Star! Star! de Jette Müller et Andreas Schimmelbusch : Lu
- 2000 : Sorted d'Alexander Jovy : Sunny
- 2000 : The 3 Kings de Shaun Mosley : Roxana
- 2001 : Shopping de nuit (Late Night Shopping) de Saul Metzstein : Susie
- 2001 : Two Days, Nine Lives de Simon Monjack : Kate
- 2001 : The Last Minute de Stephen Norrington : Une fille du kayac
- 2001 : Kiss Kiss Bang Bang de Stewart Sugg : Kat
- 2001 : Superstition de Kenneth Hope : Julie McCullough
- 2002 : La Machine à explorer le temps de Simon Wells : Emma
- 2003 : Love Actually de Richard Curtis : La petite amie de Jamie
- 2003 : The Principles of Lust de Penny Woolcock : Juliette
- 2004 : Resident Evil : Apocalypse d'Alexander Witt : Jill Valentine
- 2005 : Silence Becomes You de Stephanie Sinclaire : Grace
- 2006 : Eragon de Stefen Fangmeier : Arya
- 2006 : Rabbit Fever de Ian Denyer
- 2007 : El corazón de la tierra d'Antonio Cuadri : Katherine
- 2009 : Coeur d'encre (Inkheart) de Iain Softley : Resa
- 2010 : Perfect Life de Josef Rusnak : Anne
- 2010 : Gunless de William Phillips : Jane Taylor
- 2011 : The Big Bang de Tony Krantz : Julie Kestral / Lexie Persimmon
- 2012 : Resident Evil : Afterlife de Paul W. S. Anderson : Jill Valentine
- 2013 : The List de Klaus Hüttmann : Alison Corwin
- 2014 : Resident Evil : Retribution de Paul W. S. Anderson : Jill Valentine
- 2014 : : Being American de Fatmir Doga : Susan
- 2015 : The Goob de Guy Myhill : Janet
- 2015 : The Wicked Within de Jay Alaimo : Bethany
- 2016 : High-Rise de Ben Wheatley : Jane
- 2017 : The Warrior's Gate de Matthias Hoene : Annie
- 2017 : Don't Hang Up de Damien Macé et Alexis Wajsbrot : Mrs. Kolbein
- 2017 : Abduct d'Ilyas Kaduji : Angelica Dark
- 2019 : The Performance de Stephen Wallis : Sarah
- 2019 : Defining Moments de Stephen Wallis : Lisa
- 2020 : Remember Me de Martín Rosete : Selma
- 2020 : Un fils du sud de Barry Alexander Brown : Jessica Mitford
- 2021 : Clifford de Walt Becker : Maggie
- 2021 : A Banquet de Ruth Paxton : Holly Hughes
- 2023 : The Meg 2: The Trench de Ben Wheatley

#### Courts métrages
- 1996 : The Future Lasts a Long Time de David Jackson : Blue
- 1999 : The Rules of Engagement de Jamie Goold : Denise
- 2001 : Oblivious d'Ozgur Uyanik : Jessica
- 2005 : In the Bathroom d'Olivier Venturini : la femme
- 2010 : I'm Here de Spike Jonze : Francesca
- 2011 : The Last Belle de Neil Boyle : Rosie (voix)

### Télévision

#### Séries télévisées
- 1995 : The Buccaneers : Lady Felicia Marabel
- 1996 : Out of Sight : Ingrid
- 1996 : In Suspicious Circumstances : Bessie Smith
- 2000 : Take a Girl Like You : Jenny Bunn
- 2003 : Hélène de Troie (Helen of Troy) : Helen
- 2005 : Miss Marple (Agatha Christie's Marple) : Julia Simmons
- 2006 : The Virgin Queen : Lettice Knollys
- 2008 : Esprits criminels (Criminal Minds) : Agent Kate Joyster
- 2010 : Les Experts (CSI : Crime Scene Investigation) : Kacey Monahan
- 2010 : Covert Affairs : Sophie Jacklin
- 2013 : Luther : Mary Day
- 2014 : Believe : Moore
- 2015 - 2018 : Fortitude : Natalie Yelburton
- 2016 - 2018 : Lucky Man (Stan Lee's Lucky Man) : Eve
- 2020 : Raised by Wolves : Mary
- 2023 : Silo : Hanna Nichols

#### Téléfilms
- 1993 : Riders de Gabrielle Beaumont : Fenella Maxwell
- 1999 : Dzvirpaso M d'Otar Shamatava
- 2004 : Beauty de Ben Bolt : Cathy Wardle
- 2009 : Virtuality : Le Voyage du Phaeton de Peter Berg : Rika Goddard

### Jeu vidéo
- 2006 : Eragon : Arya (voix)

## Voix francophones
En France
| - Françoise Cadol dans : - Resident Evil: Apocalypse - Resident Evil: Afterlife - Resident Evil: Retribution - Strangers - Céline Mauge dans : - Miss Marple (série télévisée) - The Virgin Queen (série télévisée) - Lucky Man (série télévisée) - En eaux (très) troubles - Laurence Dourlens dans (les séries télévisées) : - Luther - Fortitude | Et aussi - Véronique Volta dans La Machine à explorer le temps - Sybille Tureau dans Hélène de Troie (téléfilm) - Anneliese Fromont dans Love Actually - Caroline Victoria dans Eragon - Nathalie Régnier dans Esprits criminels (série télévisée) - Diane Dassigny dans Les Experts (série télévisée) - Elsa De Breyne dans The Big Bang - Julia Vaidis-Bogard dans Believe (série télévisée) - Sylvie Jacob dans The Warrior's Gate - Flora Brunier dans Un fils du Sud - Aurore Bonjour dans Clifford - Pauline Moingeon Vallès dans Silo (série télévisée) |

Au Québec